# International Youth Travel Card
Die International Youth Travel Card (deutsch: internationale Jugendreisekarte; IYTC) wird von der ISIC Association (Amsterdam), einer Non-Profit-Organisation herausgegeben. Die ISIC Association ist eine von acht Unterverbänden der 2006 gegründeten World Youth & Student Educational Travel Confederation (WYSETC).
Mit der Karte gibt es laut Werbung Rabatte und Vergünstigungen in 120 Ländern. Das Portfolio an Rabatten ist nicht so ausgebaut wie beim Internationalen Studentenausweis (ISIC).
Die IYTC kann von Personen unter 26 Jahren käuflich erworben werden. und ist ein Jahr ab Ausstellungsdatum gültig.  Ausgestellt wird die Karte in der Regel von Ausstellern des Internationalen Studentenausweises.